# Langues kiptchak

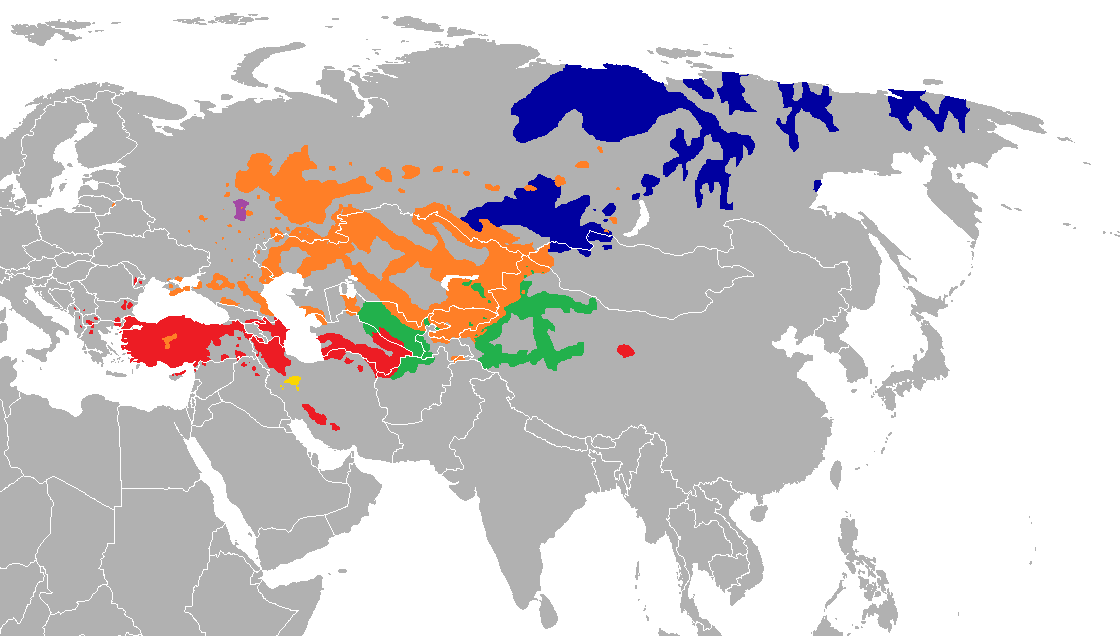
Répartition géographique des branches des langues turques :
langues oghouzes
langues kiptchak
langues ouïghoures
langues turques sibériennes
langues oghoures
langues arghu

Les langues kiptchak ou turc commun nord-occidental sont une branche des langues turques.

## Détail de la classification
1. Groupes des langues kiptchak
  - Groupe kiptchak occidental
    - couman
    - arméno-kiptchak
    - kiptchak mamelouk
    - karatchaï-balkar
    - koumyk
    - krymtchak
    - karaïm
    - tatar de Crimée
    - urum

  - Groupe kiptchak septentrional (Volga-Oural)
    - bachkir
    - tatar
    - tatar de Sibérie : baraba, tatar de Tobol-Irtych

  - Groupe kiptchak méridional (aralo-caspien)
    - karakalpak
    - kazakh
    - kirghiz
    - nogaï

## Caractéristiques
Les langues kipchaks partagent un certain nombre de caractéristiques communes. Certaines d'entre elles sont communes à d'autres langues turques communes ; d'autres sont propres à la famille kiptchak.

### Caractéristiques communes
- Transformation du proto-turc *d en /j/ (par exemple, *hadaq > ajaq « pied »)
- Perte du *h initial, voir l'exemple ci-dessus

### Caractéristiques uniques
- Harmonie vocalique labiale étendue (par exemple, olor contre olar « eux ») [citation nécessaire]
- Fortition fréquente (sous forme d'assibilation) du */j/ initial (par exemple, *jetti > ʒetti « sept »)
- Diphtongaisons issues de la syllabe finale */ɡ/ et */b/ (par exemple, *taɡ > taw « montagne », *sub > suw « eau »)